# Fritillaria karelinii
Fritillaria karelinii är en liljeväxtart som först beskrevs av Friedrich Ernst Ludwig von Fischer och David Don, och fick sitt nu gällande namn av John Gilbert Baker. Fritillaria karelinii ingår i Klockliljesläktet som ingår i familjen liljeväxter. Inga underarter finns listade.
Artens utbredningsområde anges som från Centralasien till nordvästra Kina.

## Bilder

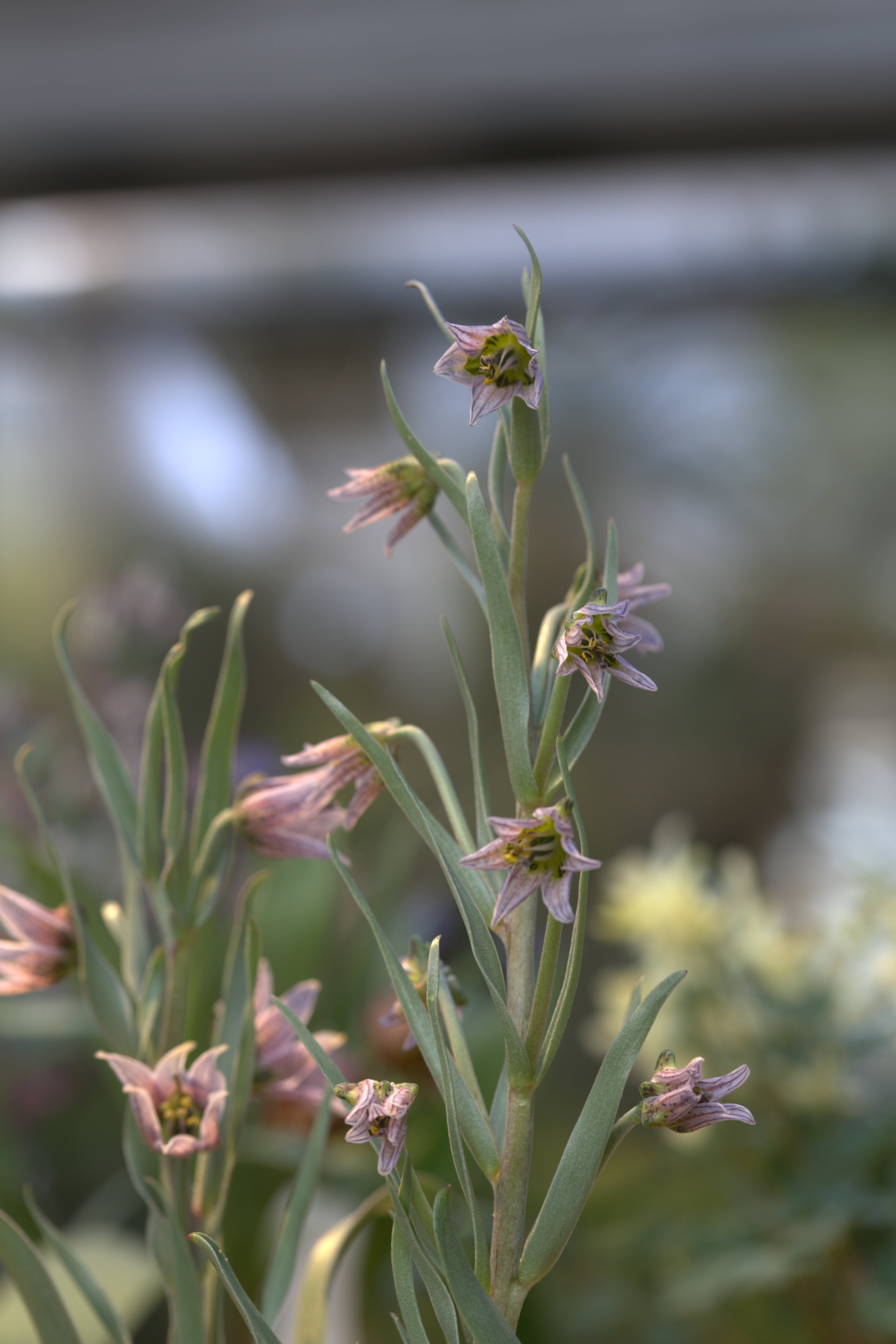
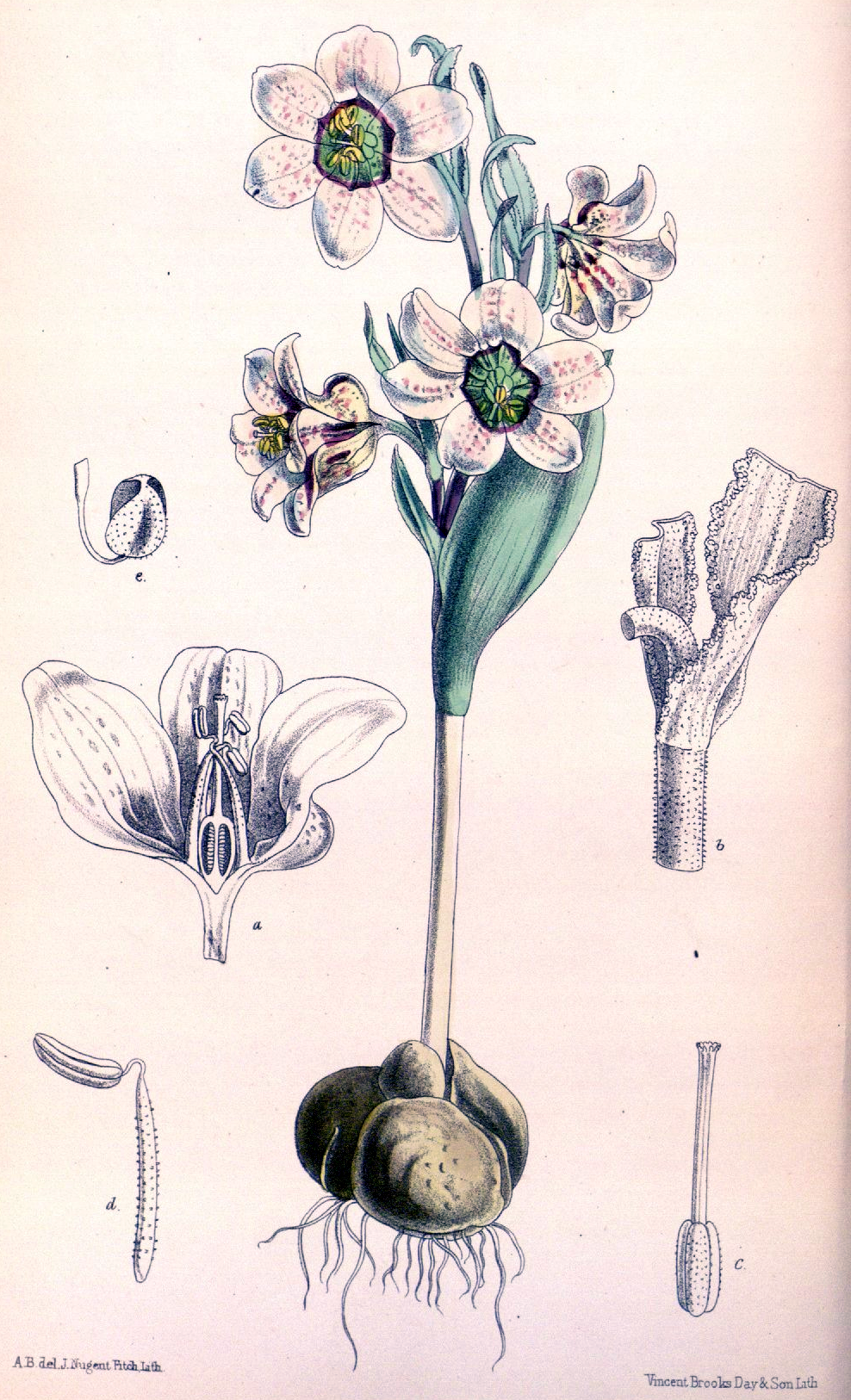